# Lovart (musikgrupp)
Lovart var en svensk visgrupp.
Lovart bestod av Inga Dannert (sång, fiol, mandolin), Bosse Holmberg (sång, keyboards, dragspel), Ola Lindholm (bas), Jan Nyberg (sång, klarinett, fiol), Hans Rising (sång, gitarr, fiol), Leif Stenberg (sång, gitarr, fiol, percussion) och Conny Wiberg (sång, gitarr, mungiga, percussion). De utgav musikalbumet Stormsvalor (1978, Oktober OSLP 520), vilket innehåller politiska visor, skrivna av gruppen själv, i traditionell stil samt tonsättningar dikter av Gustaf Fröding och K.G. Ossiannilsson.